# Arjen Postma
Arjen Postma (Sint Nicolaasga, 4 augustus 1985) is een voormalig Nederlands betaald voetballer.
Postma, een linksbenige middenvelder kwam uit in de eerste divisie voor Cambuur Leeuwarden, maar maakte halverwege het seizoen 2006/07 de overstap naar BV Veendam. In 2008 kreeg hij geen profcontract meer en ging spelen als amateur in het seizoen 2008/09 bij Flevo Boys een jaar later bij Harkemase Boys. Sinds het seizoen 2016-2017 is Postma hoofdtrainer bij de club ZMVV Zeerobben te Harlingen. Sinds 2020 is hij terug bij Flevo Boys als hoofdtrainer van het eerste elftal
| Seizoen | Club                  | Competitie     | Wedstrijden | Doelpunten |
| ------- | --------------------- | -------------- | ----------- | ---------- |
| 2005/06 | SC Cambuur Leeuwarden | Jupiler League | 7           | 0          |
| 2006/07 | Cambuur Leeuwarden    | Jupiler League | 0           | 0          |
| 2006/07 | BV Veendam            | Jupiler League | 5           | 0          |
| 2007/08 | BV Veendam            | Jupiler League | 9           | 1          |
| Totaal  | Totaal                | Totaal         | 21          | 1          |